# مكتب اليانصيب الخيري الفلبيني
مكتب اليانصيب الخيري الفلبيني هي شركة مملوكة للحكومة وتسيطر عليها الفلبين تحت الإشراف المباشر لمكتب رئيس الفلبين. وهي مكلفة بجمع الأموال وتوفير الأموال للبرامج الصحية والمساعدة والخدمات الطبية والجمعيات الخيرية ذات الطابع الوطني. تذهب المجموعات التي تم جمعها إلى الصندوق الاجتماعي الرئاسي لتحسين الرعاية الاجتماعية للبلاد.